# Броди (Сташовський повіт)
Броди (пол. Brody) — село в Польщі, у гміні Олесниця Сташовського повіту Свентокшиського воєводства.
Населення — 33 особи (2011).
У 1975—1998 роках село належало до Келецького воєводства.

## Демографія
Демографічна структура на день 31 березня 2011 року:
|          | Загалом | Допрацездатний вік | Працездатний вік | Постпрацездатний вік |
| -------- | ------- | ------------------ | ---------------- | -------------------- |
| Чоловіки | 17      | 2                  | 10               | 5                    |
| Жінки    | 16      | 3                  | 7                | 6                    |
| Разом    | 33      | 5                  | 17               | 11                   |